# Tarkus (suite)
«Tarkus» es la canción que da nombre al segundo álbum de Emerson, Lake & Palmer. La epopeya de rock progresivo dura 20:42. Fue la suite de estudio más larga de la banda hasta las tres versiones de «Karn Evil 9». 

## Descripción
El nombre “Tarkus” se refiere al armadillo-tanque de las pinturas de William Neal en la portada del álbum. El artista ha explicado que el nombre es una amalgama entre “Tartarus” y “carcass” (de ahí que el nombre esté escrito en huesos en la portada del álbum). En consecuencia, el nombre se refiere a la “inutilidad de la guerra, un hombre hecho un lío con símbolos de destrucción mutada”. La canción «Tarkus» supuestamente sigue las aventuras de Tarkus desde su nacimiento, a través de una pelea con una mantícora, que pierde y concluye con una versión acuática de Tarkus llamada «Aquatarkus». Keith Emerson, cuando se le preguntó de qué trabajo estaba más orgulloso, nombró su «Piano Concerto No. 1» (del álbum Works Volume 1) y «Tarkus».

## Movimientos
«Tarkus» en sí se divide en siete partes (los tiempos reflejan las pistas iniciales de cada sección).

Todas las letras escritas por Greg Lake, toda la música compuesta por Keith Emerson excepto donde esta anotado. 
| N.º   | Título                          | Subtítulo                                      | Duración |  |
| 1.    | «Eruption»                      |                                                | 2:43     |  |
| 2.    | «Stones of Years»               | «Don't You Understand How Stupid Is to Fight?» | 3:44     |  |
| 3.    | «Iconaclast»                    |                                                | 1:15     |  |
| 4.    | «Mass»                          | «Can't You See the Hypocrisy of the World?»    | 3:51     |  |
| 5.    | «Manticore»                     |                                                | 1:52     |  |
| 6.    | «Battlefield» (música: G. Lake) | «What Have You Got of All This?»               | 3:35     |  |
| 7.    | «Aquatarkus»                    |                                                | 3:59     |  |
| 20:42 |                                 |                                                |          |  |

## Escritura y temática

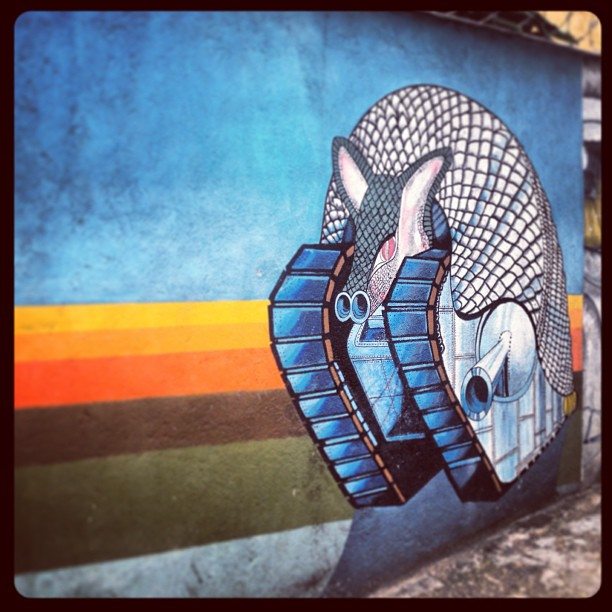
Grafiti de la portada del álbum Tarkus en São Paulo.

No hay una trama general, ya que los tres conjuntos de letras de Lake no están relacionados, pero la carátula del álbum insinuaba una posible historia que va desde el nacimiento de Tarkus, un híbrido entre un armadillo y un tanque, durante una erupción volcánica hasta la evolución de la criatura en Aquatarkus después de un encuentro con una mantícora (que eventualmente se convertiría en el nombre y logo del sello discográfico de ELP).

### «Eruption»
Se desconoce la naturaleza exacta del origen y las acciones de Tarkus, y su creador, Keith Emerson, las dejó ambiguas. «Eruption» en sí presenta una impresión musical de erupción en cascada en los teclados en un compás de 10
8, respaldado por Carl Palmer en la batería. Esto da paso a «Stones of Years», la primera de tres secciones vocales. El segundo, tercero, cuarto y quinto son supuestamente los movimientos que representan a los enemigos que encuentra.

### «Stones of Years»
El interludio de «Stones of Years» antes mencionado, el segundo movimiento, representa el viaje de Tarkus y el enemigo que encuentra primero. Se cree que «Stones of Years» se asemeja a una mezcla de una versión de “piedra” de una criatura cibernética parecida a una araña con púas como un estegosaurio; un escudo incrustado en su costado; dos antenas, cada una con su propio par de ojos; y lo que parece un conjunto de dos tanques de gas venenoso en la parte posterior, algo así como una estación futurista. A medida que el interludio llega a su fin, el enemigo es dominado y luego rematado por las torretas de Tarkus antes de que la canción vuelva a ser vocal.

### «Iconoclast»
«Iconoclast» es el tercer movimiento y el movimiento que representa al enemigo que Tarkus encuentra en segundo lugar. El «Iconoclasta», según la portada interior, es una mezcla de un pterodáctilo y un avión de guerra, y es rápidamente dominado por la guitarra para «Mass».

### «Mass»
«Mass» es el nombre del tercer enemigo de Tarkus y el cuarto movimiento, que está lleno de numerosas referencias religiosas; a menudo, tenía la letra omitida en las giras de Keith Emerson Band, al igual que «Stones of Years». A menudo se piensa que la «Masa» es una mezcla de un lagarto, un saltamontes y un lanzacohetes.

### «Manticore»
A esto le sigue «Manticore» en el que aparece el enemigo final de Tarkus y se produce una batalla entre las variaciones del tema «Tarkus» y el de Manticore. 

### «Battlefield»
Finalmente, Tarkus es derrotado y sigue «Battlefield». El movimiento "Battlefield" es la única parte escrita íntegramente por Greg Lake.

### «Aquatarkus»
«Aquatarkus» cierra la suite, centrándose principalmente en una marcha basada en el tema «Battlefield» y luego regresando al tema original de «Eruption» como una despedida de Tarkus y un saludo a los acuáticos Aquatarkus.

## Créditos y personal
Créditos adaptados desde las notas de álbum de Tarkus.

### Emerson, Lake & Palmer
- Keith Emerson – órgano Hammond C3 y L100, Moog modular, Minimoog y piano
- Greg Lake – voz principal, coros, bajo y guitarra líder
- Carl Palmer – batería y percusión

### Personal técnico
- Greg Lake – productor
- Eddy Offord – ingeniero de audio

## Otras versiones
En 2004, el pianista clásico japonés Aki Kuroda lanzó un álbum con una adaptación clásica de «Tarkus». En 2007, el tecladista de Dream Theater, Jordan Rudess, incluyó una versión de esta canción en su álbum en solitario The Road Home, que consiste principalmente en versiones de canciones clásicas de rock progresivo. Emerson grabó una nueva versión instrumental con Marc Bonilla, Terje Mikkelsen y la Orquesta de la Radio de Múnich, que aparece en su álbum de 2012, Three Fates, bajo el título «Tarkus – Concertante».